# Phallichthys
Phallichthys là một chi thuộc họ Cá khổng tước có nguồn gốc từ Trung Mỹ. Đây là những loài cá khỏe mạnh, sống ở vùng nước tù đọng và chảy chậm nên rất thích hợp để làm cảnh.
Tên của chi có nghĩa đen là "cá dương vật", đề cập đến tuyến sinh dục "tương đối lớn".

## Từ nguyên
Tên chi có nghĩa đen là "cá dương vật", từ tiếng Hy Lạp phallos nghĩa là "dương vật" và ichthys nghĩa là "cá", đề cập đến tuyến sinh dục "tương đối lớn", vây hậu môn biến đổi dùng để giao phối. Tên gọi chung của P. amates, "góa phụ vui vẻ", đôi khi cũng được áp dụng cho các loài khác trong chi.

## Phân loại
Hiện tại có bốn loài được công nhận trong chi Phallichthys:
- P. amates (N. Miller, 1907)
- P. fairweatheri D. E. Rosen & R. M. Bailey, 1959
- P. quadripunctatus W. A. Bussing, 1979
- P. tico W. A. Bussing, 1963

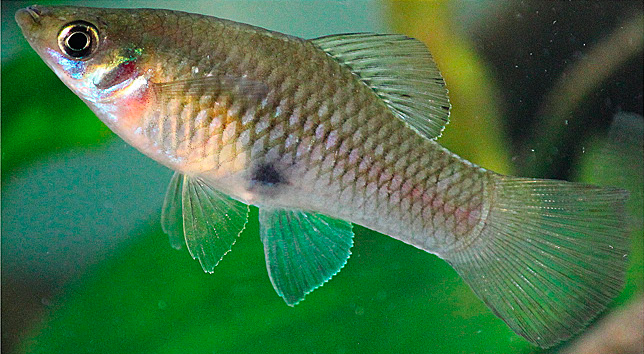
Con cái P. amates
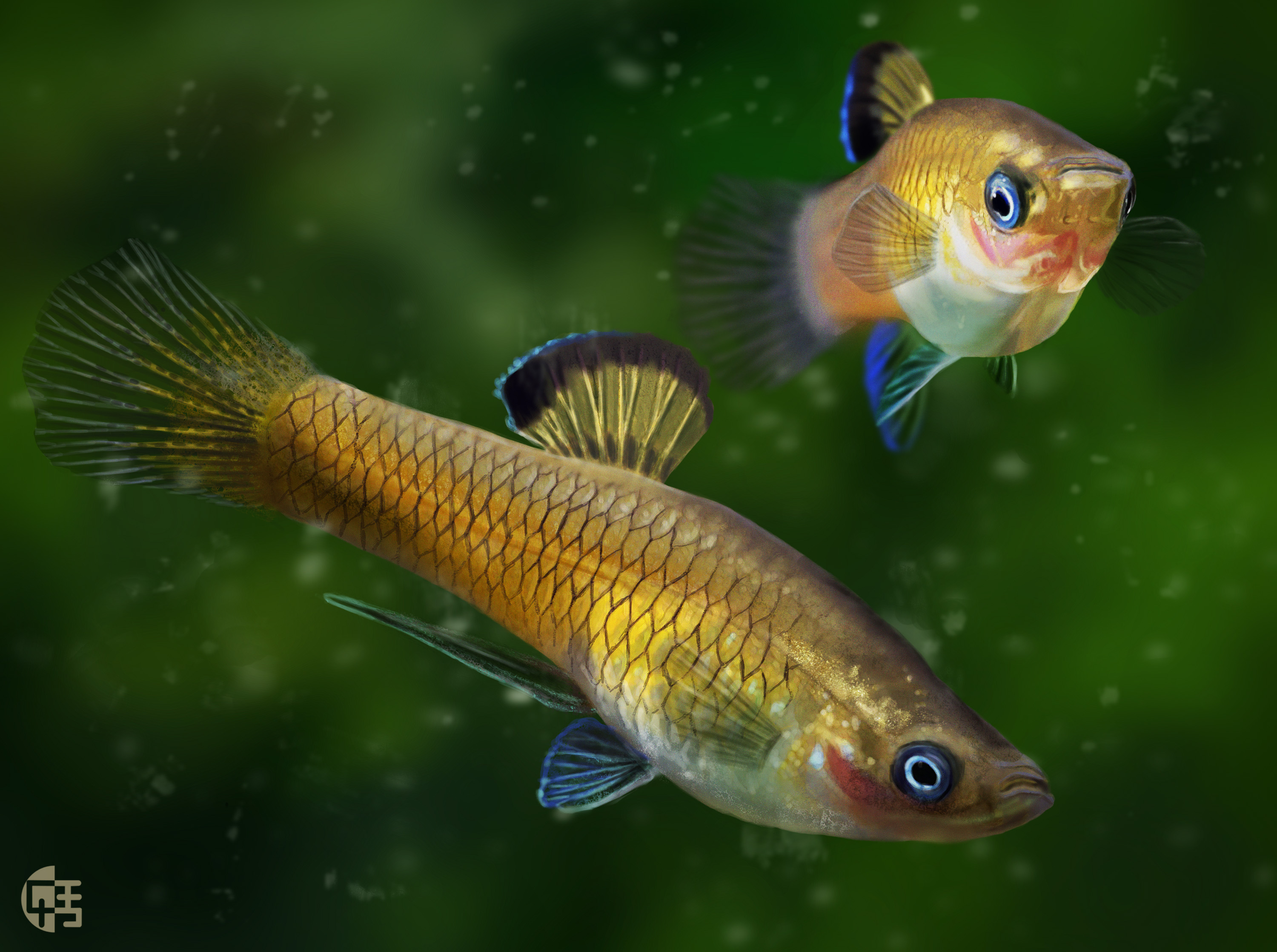
Con đực và cái P. tico
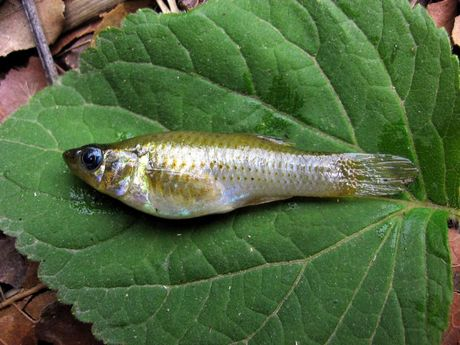
P. fairweatheri

Nhóm chị em của chi này bao gồm các chi Neoheterandria và Poeciliopsis.

## Sinh thái

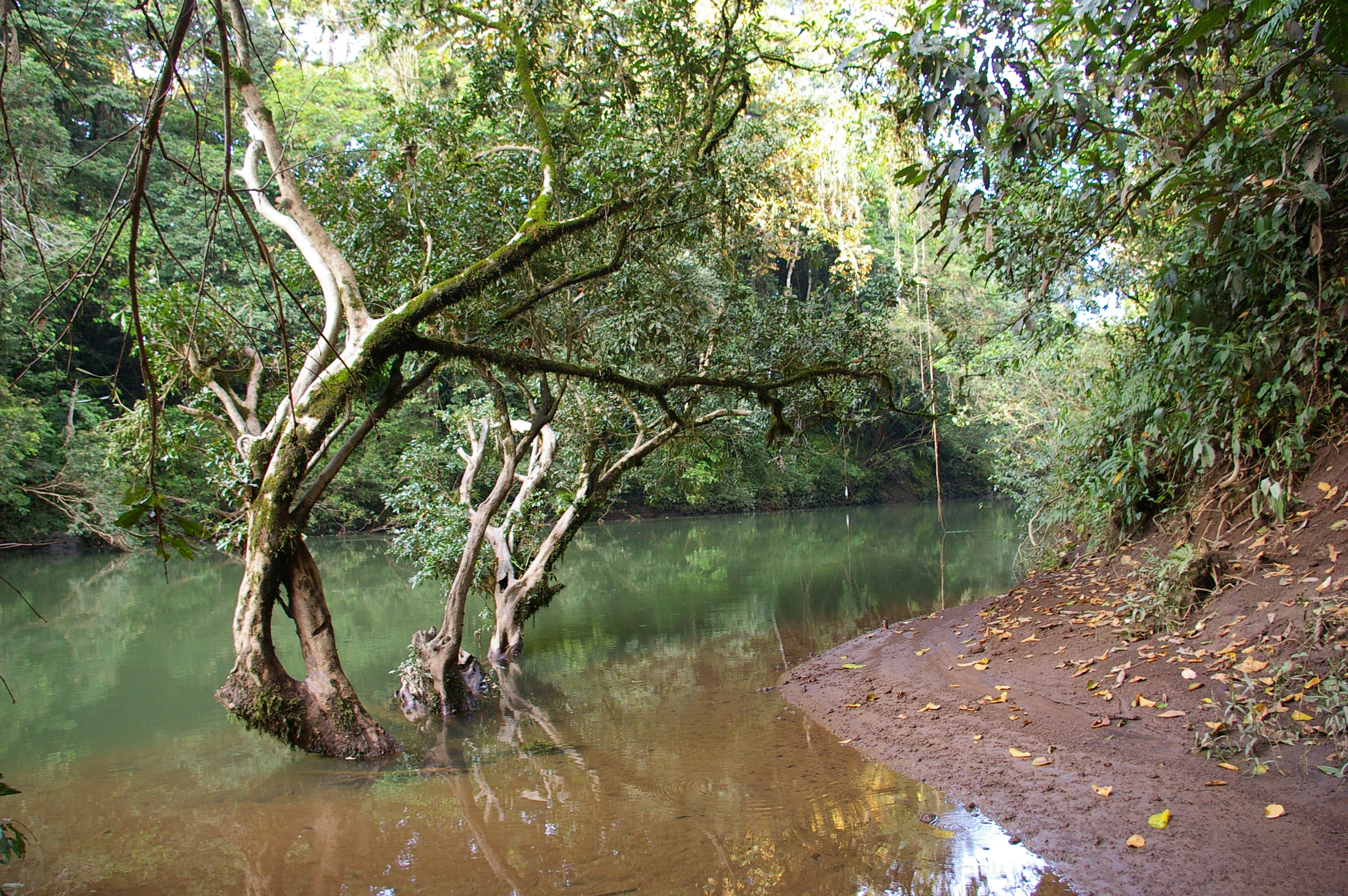
Môi trường sống điển hình: đoạn sông Rio Puerto Viejo chảy chậm gần Trạm sinh học La Selva, Costa Rica, nơi có nhiều cá P. tico

Các loài Phallichthys được tìm thấy chủ yếu ở sườn Đại Tây Dương thuộc Trung Mỹ. Chúng thích vùng nước nông, tù đọng hoặc chảy chậm và nền bùn. Thực vật thủy sinh thường có mặt trong môi trường sống của chúng. Chế độ ăn chủ yếu bao gồm tảo và sinh vật bám quanh rễ dưới nước nhưng đôi khi cũng có các loài thủy sinh không xương sống nhỏ.

## Sinh sản
Những con đực Phallichthys không thể hiện bất kỳ hành vi tán tỉnh nào, tuy nhiên sự hợp tác của con cái vẫn cần thiết cho quá trình sinh sản. Khi giao phối, con đực tiếp cận con cái từ phía dưới và phía sau. Khi đó tuyến sinh dục kéo dài ra phía trước đầu của con đực, đưa các bó sinh tinh vào lỗ sinh dục của con cái.
Các loài Phallichthys là cá đẻ con sống: con cái sinh ra cá con sống sau thời gian thai nghén khoảng bốn tuần hoặc ngắn hơn – chỉ hơn ba tuần – ở nhiệt độ cao. Số lượng cá con sinh ra phụ thuộc vào kích thước của con cái. Bội thụ tinh khác kỳ chưa được ghi nhận; tất cả các loài đều sinh ra một lứa trước khi phát triển một lứa khác. Hiện tượng này tồn tại ở các loài tổ tiên nhưng sau đó đã bị mất đi. Con non không nhận được chất dinh dưỡng từ mẹ trong thời kỳ mang thai.
Cá con không nhận được sự chăm sóc của cha mẹ và có thể tự bảo vệ mình ngay từ khi mới sinh ra. Những con trưởng thành thường không săn cá con, khi chúng được sinh ra trông giống như phiên bản thu nhỏ của bố mẹ. Chúng rất phàm ăn và lớn nhanh. Vây hậu môn của con đực bắt đầu biến đổi vào khoảng 7 tuần tuổi, trong khi con cái bắt đầu sinh sản khi được 10 đến 12 tuần.

## Làm cảnh

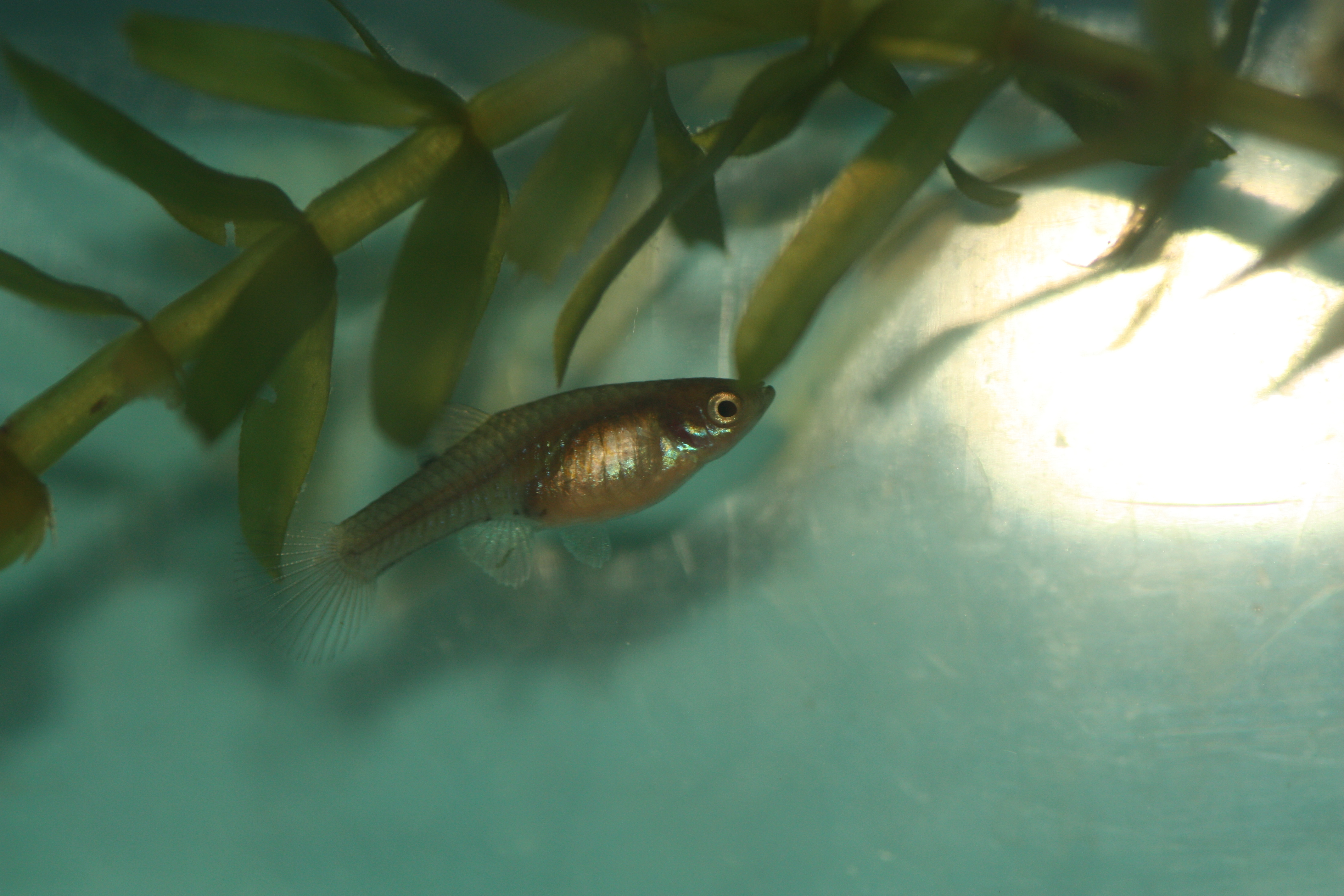
P. tico cái trong bể cá

Mặc dù không được bán phổ biến nhưng Phallichthys rất dễ chăm sóc trong bể cá tại nhà do sự cứng cáp, hiền lành và tính khí thoải mái của chúng. Ngoài độ cứng, các thông số của nước không quan trọng. Những con cá này được cho là có khả năng phân biệt người chăm sóc chúng với những người khác. Có thể nuôi chúng cùng với các loài khác, nhưng cá con của chúng rất dễ bị săn mồi. Cá phát triển đặc biệt tốt trong bể thủy sinh và chấp nhận nhiều loại thức ăn. Việc đặt lò sưởi vào bể không cần thiết.